# Number 13, Westbound
Number 13, Westbound è un cortometraggio muto del 1916 diretto da Frank Beal. Prodotto dalla Selig Polyscope Company e sceneggiato da Elliott Flower, il film aveva come interpreti Kathlyn Williams, Guy Oliver, Fred Hearn, Lillian Hayward.

## Trama
Daniel Culmer, un agricoltore in perenne lotta contro la ferrovia, ospita nella sua fattoria la nipote Marion, venuta in visita. Tom Garland corteggia la ragazza, ma lei gli dichiara che non potrà mai sposarlo. Tom, deluso, se ne va via. Nel frattempo, il vecchio Daniel fa causa alla ferrovia per la morte di tre mucche, inoltrando la sua protesta via telegrafo. L'operatore, Orson Kimball, riceve quella sera l'allarme per l'arrivo di un nubifragio. Telefona subito a casa dei Culmer, dove si trova Marion da sola, avvisandola che nei pressi della loro casa dovrà essere issata la bandiera numero 13 per avvisare il treno in arrivo, altrimenti centinaia di passeggeri saranno in pericolo. Marion corre verso l'argine della ferrovia con una lanterna: dapprima cade, ma poi riesce a segnalare in tempo al treno che si avvicina. Cade di nuovo e, incosciente, sfugge per miracolo alla morte con la locomotiva si ferma a pochi metri da lei. Viene portata alla stazione dove Orson la ringrazia per il suo coraggio.

Nel frattempo, lo zio Daniel, tornato a casa da una festa in chiesa insieme alla moglie, trova la casa vuota e salta subito alle conclusioni che Marion sia scappata con Tom Garland. Denuncia la loro fuga allo sceriffo che, vedendo insieme Marion e Orson, deduce che siano la coppia in fuga e arresta Orson. Marian, invece, viene portata a casa dello sceriffo. Lei, lì, prende le chiavi della prigione e va a liberare Orson. Mentre stanno tornando a casa dello zio, lei decide di non volere più tornare dai Culmer. Orson le dice che la loro avventura notturna ormai l'ha compromessa e che per loro sarebbe meglio andarsene in città a sposarsi. Marion acconsente. Prima della loro partenza, intanto, arriva un telegramma da parte del sovrintendente della ferrovia che si congratula con Orson e la coraggiosa ragazza che ha salvato il treno.

## Produzione
Il film fu prodotto dalla Selig Polyscope Company.

## Distribuzione
Distribuito dalla General Film Company, il film - un cortometraggio in tre bobine - uscì nelle sale cinematografiche statunitensi il 20 marzo 1916.